# Marvelous Nakamba
Marvelous Nakamba (* 19. Januar 1994 in Hwange) ist ein simbabwischer Fußballspieler. Der Mittelfeldspieler steht aktuell bei Luton Town unter Vertrag.

## Karriere
Der im simbabwischen Hwange geborene Nakamba begann mit dem Fußballspielen bei Highlanders FC. 2010 wechselte er zu den Bantu Rovers, wo er bereits mit 16 Jahren sein Debüt bestritt. Im Juli 2012 verließ er sein Heimatland und heuerte in Frankreich beim Zweitligisten AS Nancy an. Nachdem er fast zwei Jahre für die Reserve am Rasen stand, debütierte er für die Kampfmannschaft am vorletzten Spieltag der Saison 2014/15 9. Mai 2014, als er beim 3:1-Heimsieg über den SCO Angers in der Startformation stand. Er kam auch im letzten Spiel der Saison zum Einsatz und verließ Nancy danach. Er wechselte zum niederländischen Eredivisie-Verein Vitesse Arnheim, wo er einen Vierjahresvertrag unterzeichnete. Am 27. September 2014 debütierte er beim 6:2-Sieg gegen den FC Dordrecht, als er für Kelvin Leerdam ins Spiel kam. In der Saison 2015/16 wurde Nakamba zu einem immer wichtigeren Bestandteil der Startformation Vitesses, in der er außerdem sein erstes Tor im Profifußball erzielen konnte. Beim 2:2-Unentschieden gegen BV De Graafschap erzielte Nakamba die zwischenzeitliche 1:0-Führung Vitesses. In dieser Spielzeit kam er bereits in 30 Ligaspielen zum Einsatz. In der Saison 2016/17 errang er mit Vitesse, zum ersten Mal in der 125-jährigen Vereinsgeschichte, den niederländischen Pokal. In dieser Saison wirkte er in 31 Ligaspielen mit, in dem ihm ein Treffer gelang.
Am 1. Juli 2017 wechselte Marvelous Nakamba zum belgischen Erstligisten FC Brügge für eine Ablösesumme in Höhe von drei Millionen Euro. Dort unterschrieb er einen Vierjahresvertrag. Bei Brügge debütierte er am 29. Juli 2017 beim 4:0-Auswärtssieg über Sporting Lokeren. In seiner ersten Saison 2017/18 verpasste Nakamba überhaupt nur fünf Pflichtspiele der Belgier. In der Liga absolvierte er 35 Spiele und außerdem wirkte er in fünf Pokalspielen und vier Qualifikationsspielen für internationale Bewerbe mit. In der nächsten Division 1A 2018/19 reichte es für ihn dann lediglich noch zu 18 Ligaeinsätzen, da Neuzugang Mats Rits ihn oft aus der Startformation drängen konnte.
Am 1. August 2019 wurde der Wechsel Nakambas zum englischen Premier-League-Aufsteiger Aston Villa bekanntgegeben, wo er einen Fünfjahresvertrag unterzeichnete. Sein neuer Verein bezahlte für den Mittelfeldspieler eine Ablösesumme in Höhe von 12 Millionen Euro. Er folgte damit seinen Teamkollegen Wesley Moraes und Björn Engels, welche zu dem Team aus Birmingham bereits zuvor in diesem Transferfenster wechselten. Am 27. August gab er beim 6:1-Auswärtssieg gegen den unterklassigen Verein Crewe Alexandra im EFL Cup sein Debüt für die Villans. Nachdem er in den nächsten Spielen nicht berücksichtigt worden war, bestritt er am 16. September (5. Spieltag) beim 0:0-Unentschieden gegen West Ham United sein erstes Spiel in der Premier League. In dieser Saison 2019/20 bestritt er 29 Ligaspiele. In der nächsten Saison waren es 13 von 38 möglichen Ligaspielen sowie drei Spiele im Ligapokal.
Ende Januar 2023 wechselte er per Leihe für die restliche Saison zu Luton Town in die EFL Championship. Mit seinem neuen Verein gelang ihm der Aufstieg in die Premier League, worauf er Ende Juli 2023 fest zu Luton Town wechselte.

## Nationalmannschaft
Marvelous Nakamba debütierte für die simbabwische Nationalmannschaft am 13. Juni 2015, als er beim 2:1-Sieg gegen Malawi in der zweiten Halbzeit eingewechselt wurde.

## Erfolge
- Niederländischer Pokalsieger: 2016/17 (Vitesse Arnheim)
- Belgischer Meister: 2017/18 (FC Brügge)
- Aufstieg in die Premier League: 2022/23 (Luton Town)